# Rudolf Vraniak
Rudolf Vraniak (13 dicembre 1931 – 19 dicembre 2022) è stato un cestista e allenatore di pallacanestro cecoslovacco.
Era il padre di Igor Vraniak.

## Palmarès

### Giocatore
- Campionato cecoslovacco: 1

Iskra Svit: 1960-61